# تيار فلاكلاند

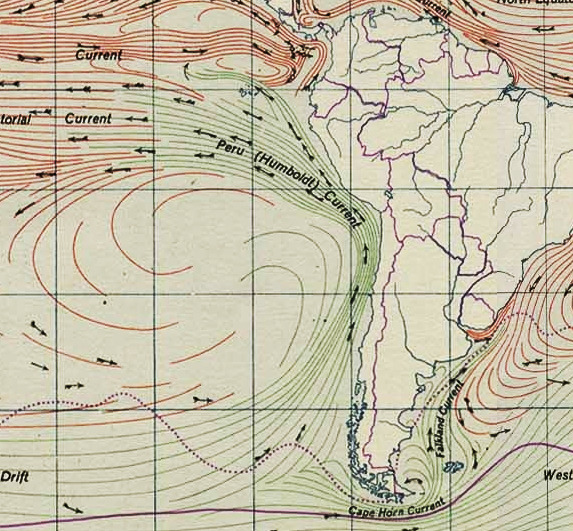

تيار فلاكلاند (بالإنجليزية: Falkland current)‏ هو تيار مائي محيطي بارد يسير بالقرب من السواحل الجنوبية الشرقية للأرجنتين آخذاً اتجاها شماليا يصل إلى مصب نهر ريو دي لا بلاتا. هذا التيار ينشأ من حركة المياه من تيار الريح الغربية حول كايب هورن.
المصدر: المعجم الجغرافي المناخي